# Mica teoremă a lui Fermat
Mica teoremă a lui Fermat este o teoremă care afirmă că dacă p este un număr prim și a este un număr întreg care nu este multiplu al lui p, atunci {\displaystyle a^{p-1}\equiv 1{\pmod {p}}\,\!}

## Teorema lui Euler
O generalizare este  teorema lui Euler {\displaystyle a^{\varphi (n)}\equiv 1{\pmod {n}}}, unde (a, n) = 1 și φ(n) este indicatorul lui Euler.
- S-a notat cu (a, b) cel mai mare divizor comun dintre a și b.
- Dacă (a, b) = 1 se spune că a și b sunt prime între ele.